# Buchsteinhütte
Die Buchsteinhütte ist ein voralpines verpachtetes Unterkunftshaus mit Gasthausbetrieb des Hüttenvereins Buchstein e. V. im Mangfallgebirge in den Bayerischen Voralpen.

## Lage
Die Hütte liegt auf dem Gebiet des Bergsteigerdorfes Kreuth auf einer Höhe von 1271 m ü. NHN oder 1260 m, auf dem Weg zur Tegernseer Hütte und zum Roß- und Buchstein und etwa 80 Meter von der westlichen Grenze zur Nachbargemeinde Lenggries entfernt. Die Hütte ist ein Stützpunkt für Wandertouren und Skibergsteigen im Winter. In unmittelbarer Nähe der Hütte fließt der Hinterer Humpelgraben ein Zulauf des Schwarzenbachs.
Von einem Parkplatz, knapp 5 km hinter dem Ort Kreuth der B 307 in südlicher Richtung folgend, steigt man knapp 2 Stunden zur Buchsteinhütte auf (Fahrverbot). Der Weg führt am Schwarzenbach entlang, zweigt dann in westlicher Richtung ab und ist ausgeschildert.
Von Bad Wiessee aus ist die Buchsteinhütte entlang des Söllbachs über die Schwarzentennalm in etwa 2,5 Stunden zu erreichen.
Im Winter ist die Buchsteinhütte auch Startpunkt einer knapp 6 km langen Rodelbahn, die von der Buchsteinhütte zum Schwarzenbach und dem weiter folgend bis zur Achenpass-Straße führt. Im Umkreis befindet sich neben der Tegernseer Hütte, einer weiteren Schutzhütte, die im Winter jedoch geschlossen ist, die Roßsteinalm, die Schwarzentennalm und die Sonnbergalm.

## Geschichte
Das Haus wurde zwischen 1932 und 1935 erbaut, ebenso wie die benachbarte Hütte, die nur den Mitgliedern des Hüttenvereins (damals „Hüttenverein der Pioniere des 7. (Bayerischen) Pionierbataillons München“) offensteht. Ein drittes Unterkunftshaus existiert nicht mehr. In den Anfangsjahren wurden die Hütten auch an die Wehrmacht vermietet. Nach dem Zweiten Weltkrieg wurde die Hütte zeitweise Den Falken überlassen.
Erst Ende 1957 konnte der Hüttenverein die Hütten wieder übernehmen. Durch den Bau einer Materialseilbahn wurde ab 1961 die Versorgung sichergestellt. Später folgten der Bau eines eigenen Kraftwerks und 1988 der Bau einer eigenen kleinen Kläranlage.

## Übernachtung
Die Übernachtung auf der Berghütte ist möglich. Es stehen 25 Betten in Zimmern und 15 in Lagern zur Verfügung. Die Hütte ist ganzjährig geöffnet und dient deshalb in den Monaten, in denen andere Hütten, wie die Tegernseer Hütte, geschlossen haben, als Einkehr- und Übernachtungsmöglichkeit für Skitouren.

## Nachbarhütten und Übergänge
- Tegernseer Hütte ca. 1¼ Stunden